# Matthew Hopkins
Matthew Hopkins († 1647) byl anglický lovec čarodějnic.
Byl zodpovědný za smrt přibližně 260 osob obviněných z čarodějnictví, což bylo nejvíce ze všech anglických lovců čarodějnic v dějinách. Protože v Anglii bylo zakázáno tradiční fyzické mučení, vymyslel vlastní způsob, a to mučení nespavostí (torturae insomniae), což spolu s odpíráním jídla a pití nedokázal nikdo vydržet déle než 4 dny. První obětí byla jednonohá stařena Elisabeth Clarková.
Vydal též knihu The Discovery of Witches (Odhalování čarodějnic).
Hopkins zemřel zřejmě na tuberkulózu 12. srpna 1647 v Manningtree v Essexu.